# Variedade diferenciável em trechos
Em topologia geométrica, variedade diferenciável em trechos, representadas pela sigla PDIFF do inglês Piecewise DIFFerentiable, é a categoria de variedades diferenciáveis em trechos e funções diferenciáveis em trechos entre elas.